# Eminence Front/One at a Time
Eminence Front/One at a Time è un singolo del gruppo rock britannico The Who, estratto dall'album del 1982 It's Hard.
Il brano ha raggiunto la posizione numero 68 della classifica Hot 100 e la numero 5 della classifica Mainstream Rock di Billboard.

## Significato
La canzone, scritta da Pete Townshend, allude alle allucinazioni e all'uso di droghe da parte delle persone benestanti e degli edonisti. Il testo descrive una festa in cui le persone si nascondono dai loro problemi indossando una metaforica maschera.
Lo stesso Townshend ha chiarito che la canzone parla "di quello che succede quando si prende troppa polvere bianca [e] dell'assurdità dell'euforia alimentata dalla droga".

## Tracce
Lato A
1. Eminence Front – 5:35 (Pete Townshend)

Lato B
1. One at a Time – 2:55 (John Entwistle)